# 石川ひとみ
石川 ひとみ（いしかわ ひとみ、1959年〈昭和34年〉9月20日 - ）は、日本の歌手、声優。本名、山田ひとみ（旧姓石川）。愛称はひっちゃん。血液型はB型。

## 来歴・人物

### 生い立ち
名古屋市西区生まれ。伊勢湾台風が東海地方に上陸する直前に誕生し、騒々しく台風が通過する中もすやすやと眠っていた。生まれたばかりの頃は無数のしわに低い鼻、目も小さかったので「少しでも目鼻立ちがぱっちりするように」との　祈りを込めて、ひとみと名付けられたという。2歳の時に愛知県海部郡美和町に転居した。
幼少期はおてんばで、七宝幼稚園に通うと近所の男児と田の中で大喧嘩して泥だらけで帰宅したこともあった。正則小学校の6年生でソフトボールに熱中してエースで4番を務めた。スポーツ以外は幼稚園頃からピアノを始め、小学生の頃に大流行していた「黒猫のタンゴ」のレコードをかけながら自宅などで歌ったのがきっかけで音楽に目覚めた。
小学6年生（当時）の1972年3月19日にCBCテレビののど自慢番組『どんぐり音楽会』で南沙織の「潮風のメロディ」を歌って準優勝し、初めてTV番組に出演した。美和中学校で軟式テニス部に所属してダブルスで前衛を務めた。当時から目の瞳が大きくて愛らしく、男子生徒らから人気が高かった。
名古屋短期大学付属高等学校に入学。街中の広告で東京音楽学院名古屋校を知り、合格して高校1年生の1975年11月から通い始める。しかしその後、十二指腸潰瘍で入院したり、月謝の値上げもあって両親から「お茶とかお花とか将来役立つことをしなさい」と言われるなどあり、だんだん行かなくなって、本人曰く「しぶしぶ」という形で半年ほどで辞めることになる。その後は、多くの生徒と同じくエスカレーター式に付属の短大に進むつもりだったという。
しかし、高校2年生の11月頃に渡辺プロダクションの新人歌手オーディションを勧められ、軽い気持ちで受けたところ合格。そして名古屋に来たディレクターに勧められて出場したフジテレビ系オーディション番組『君こそスターだ!』でチャンピオンとなる。番組のオーディション1週目で岩崎宏美の「ドリーム」を歌うが、歌詞を間違えて「ごめんなさい」と叫び収録が中断された。しかし「歌詞を間違えた出場者は君が初めてだよ」と逆に審査員に好感を持たれ、その後『君こそスターだ!』では7週勝ち抜いてチャンピオンになった。
この結果を受けた渡辺プロから「まだ歌手になれるかは分からないけどうちの新人班に所属してはどうか」と打診された。上京になるため両親から反対されたが、「大学進学したと思って4年間だけ東京で頑張らせてほしい」と説得。親の許可を得て渡辺プロに所属して活動することになり、1978年3月、高校卒業の3日後に上京して渡辺プロの寮に入寮。同時期の入寮者に桑江知子、松原みきがいる。寮生活では、休日に上記の2人に加えて先輩デュオのザ・リリーズなどとよく立川市でボウリングを楽しんだ。

### アイドルデビュー〜ブレイク
1978年5月25日に、キャニオン・レコードのNAVレコードから「右向け右」でアイドル歌手としてデビューすると、全国58大学で構成する全国ビューティ・オール学生協会から「'78マスコット・ガール」に選ばれるなど、デビュー当時から容姿と歌唱力が高く評価されて大学生を中心に大きく支持を得る。男性誌を中心に水着姿のグラビア撮影が多かったが、生後6日で体験した伊勢湾台風も影響して水を恐れておりデビュー前は水着を1着も持っていなかった。
1979年から1982年までNHKの人形劇『プリンプリン物語』で声優として主役のプリンセス・プリンプリンの声を担当し、同局の歌番組『レッツゴーヤング』では太川陽介と司会を務めた。
両親と約束した4年間の"タイムリミット"となった1981年、それまでヒット曲に恵まれず「中途半端なままで活動を続けたくない」という意志からこれを最後の曲として歌手をやめるつもりだった11枚目のシングル「まちぶせ」が好評で販売枚数も多く、キャンペーンで全国を巡りながら「歌の楽しさを思い出して、辞めるのはやめようと思った」。「まちぶせ」は長期間ヒットチャートの上位にあり、次のシングル曲として予定されていた「にわか雨」の発売見通しが立たず、にわか雨の時期を過ぎたこともあり発売を見送り、代わりに「まちぶせ」と同じく三木聖子のカバー曲である「三枚の写真」を発売した。「にわか雨」は2年後の1983年6月21日に16枚目のシングルとして発売した。
1981年に『NHK紅白歌合戦』に初出場する。

### ブレイク以降B型肝炎発病まで
1982年2月にN.S.P.の天野滋による「ひとりじめ」、5月に「君は輝いて天使にみえた」を発売し、ファンから評判が高かったものの販売枚数は多くなかった。
1982年に、NHK総合『あなたのメロディー』で、高校生の川越進が作詞作曲して石川が歌唱した「パープル ミステリー」が年間優秀曲に選ばれ、一部歌詞を改編して1983年2月にシングル「パープル ミステリー」として発売した。
1983年6月に「にわか雨」を発売。キャンペーンでミニFMステーションを模した「にわか放送局」を日本各地で開局し、その場で集めたリクエスト曲やアンケートを元に、DJを織り交ぜた新曲発表会やサイン会を催した。
1983年9月に「恋」を発売する。脱アイドルを模索し、テレビドラマに出演するほか、露出度が高いグラビア写真を雑誌『GORO』の衝撃館で発表した。その他、『写楽』や『プレイボーイ eyes』などでもセミヌードグラビアを公開し、1984年11月にヌード写真集「心変わり」を発売した。
1984年12月23日に立川WILLで行われたクリスマスライブで、「今まで、色々なことに挑戦してきたが、来年からは歌に全精力を傾けてゆく」と述べた。
1985年5月に「夢回帰線」を発売して、ナリス化粧品のコマーシャルソングに使用された。
1986年4月に「秘密の森」を発売、キャニオン・レコード / NAVレコードからのラストシングルとなった。
1987年（27歳）に初めてのミュージカル「はだかの王様」で主演するも、公演まで1週間を切ったリハーサル中にひどいめまいに襲われた。病院で診察を受けるとめまいとは別に、B型肝炎を発症していることが偶然判明し、急遽入院することになった。スタッフとして石川を支えていた山田直毅は、発病前と変わらずに接して精神的に支えた。

### 休業から活動再開後
退院後に渡辺プロダクションと契約が破棄されて芸能界を退いたが、1988年に活動再開する。本人の場合、母子感染でB型肝炎のキャリアになったが、この頃から本人にとって病気への誤解と偏見による辛い日々が続いた。最も辛かったのは、病気公表後からしばらくは街なかで握手を拒まれたり、通っていた水泳教室で「同じプールで泳いだりすると病気がうつるから教室を辞めて下さい」と言われたことだという。
映画『男はつらいよ』の寅さんの大ファンで、友人の斉藤ゆう子と「柴又ツアー」と称して映画ロケ地の柴又界隈を廻った。1990年3月に、新聞の取材を受けるために訪れていたホテルのラウンジで、寅さん役の渥美清と遭遇する。色紙を持ち合わせず無地のレポート用紙にサインをもらい、現在も額縁に入れて大切に保存している。この時、渥美からサイン入り写真との交換をリクエストされたため、偶然持っていた自身の写真をお返しとして渥美に渡した。
1993年(34歳)、ミュージシャンでデビュー以来バックバンドを務めていた、作・編曲家の山田直毅と結婚し、結婚式は挙げなかったがその代わりに夫婦でベルギー旅行に行った。その後、1997年から2年間NHK教育『母と子のテレビタイム（日曜版）』に出演（ぬいぐるみのニャンちゅうと共演）するなど、ファミリー向け活動を展開している。
その後は一五一会によるCDアルバムをリリースしているほか、エイズや肝炎に関する講演活動も取り組んでおり、闘病記には『いっしょに泳ごうよ』（集英社）がある。
2023年8月23日放送の『徹子の部屋』（テレビ朝日）の番組内で、11年前から指定難病の1つであるシェーグレン症候群と闘っていることを明らかにした。

### 近年の活動
2015年末から浅草のアミューズ・カフェ・シアターでアイドル時代のオリジナル曲を中心とするライブ活動を開始する。
デビュー40周年の2018年に、1983年の「プライベート」以来35年振りで9枚目のオリジナルアルバム「わたしの毎日」を発売し、7月にアルバム発売記念ライブ、10月に40周年記念コンサート、2019年2月に東京と名古屋で追加公演、をそれぞれ開催している。
2021年4月に自身初のライブ配信、5月に初のDVD作品「石川ひとみ LIVE わたしの毎日」を発売。
2022年3月にTOKYO FMホールでの有観客コンサートを収録した初のBlu-ray作品「石川ひとみコンサート2021」を発売。
デビュー45周年の2023年に、5年振り10枚目のオリジナルアルバム「笑顔の花」を発売、10月に「45周年記念コンサート〜笑顔の花〜」を開催、11月に2021年以来2回目となるビルボード公演を大阪と横浜で開催（2024年9月、2025年5月も開催）、翌2024年7月には東京・丸の内コットンクラブでの公演を開催（2025年8月にも開催予定）。
2025年6月には、出身地である愛知県あま市の、あま市美和文化会館で、美和文化会館30周年記念事業の一環として、同級生等との対話形式による里帰りトークショーが開催された。

## ディスコグラフィ

### シングル
| #                    | 発売日          | A/B面       | タイトル                 | 作詞           | 作曲            | 編曲        | 規格品番    |
| NAVレコード          | NAVレコード     | NAVレコード | NAVレコード              | NAVレコード    | NAVレコード     | NAVレコード | NAVレコード |
| -------------------- | --------------- | ----------- | ------------------------ | -------------- | --------------- | ----------- | ----------- |
| 1                    | 1978年 5月25日  | A面         | 右向け右                 | 三浦徳子       | 宮川泰          | 竜崎孝路    | N-29        |
| 1                    | 1978年 5月25日  | B面         | ピピッと第六感           | 三浦徳子       | 丹羽応樹        | 竜崎孝路    | N-29        |
| 2                    | 1978年 9月5日   | A面         | くるみ割り人形           | 三浦徳子       | 馬飼野康二      | 大村雅朗    | N-32        |
| 2                    | 1978年 9月5日   | B面         | タイトロープ             | 岡田冨美子     | 馬飼野康二      | 大村雅朗    | N-32        |
| 3                    | 1979年 1月21日  | A面         | あざやかな微笑           | 森雪之丞       | 西島三重子      | 大村雅朗    | N-37        |
| 3                    | 1979年 1月21日  | B面         | らぶ・とりーとめんと     | 森雪之丞       | 大村雅朗        | 大村雅朗    | N-37        |
| 4                    | 1979年 4月21日  | A面         | ひとりぼっちのサーカス   | 谷山浩子       | 谷山浩子        | 大村雅朗    | N-42        |
| 4                    | 1979年 4月21日  | B面         | ムーンライト・ドリーム   | 森雪之丞       | 馬飼野康二      | 大村雅朗    | N-42        |
| 5                    | 1979年 6月21日  | A面         | プリンプリン物語         | 石山透         | 馬飼野康二      | 馬飼野康二  | N-44        |
| 5                    | 1979年 6月21日  | B面         | ハッピー・アドベンチャー | 石山透         | 馬飼野康二      | 馬飼野康二  | N-44        |
| 6                    | 1979年 8月21日  | A面         | ハート通信               | 松本隆         | 吉田拓郎        | 馬飼野康二  | N-47        |
| 6                    | 1979年 8月21日  | B面         | 人の気も知らないで…      | 野原理香       | 穂口雄右        | 穂口雄右    | N-47        |
| 7                    | 1979年 12月21日 | A面         | ミス・ファイン           | 康珍化         | 伊藤薫          | 井上鑑      | N-49        |
| 7                    | 1979年 12月21日 | B面         | サンシャイン・モーニング | 谷川夕里       | 西島三重子      | 大村雅朗    | N-49        |
| 8                    | 1980年 4月21日  | A面         | オリーブの栞             | 三浦徳子       | 馬飼野康二      | 馬飼野康二  | N-50        |
| 8                    | 1980年 4月21日  | B面         | 空色のフォトグラフ       | 三浦徳子       | 馬飼野康二      | 馬飼野康二  | N-50        |
| 9                    | 1980年 9月5日   | A面         | 秋が燃える               | 岡田冨美子     | 佐瀬寿一        | 渡辺茂樹    | N-54        |
| 9                    | 1980年 9月5日   | B面         | さよならGood-bye         | たかたかし     | 井上鑑          | 渡辺茂樹    | N-54        |
| キャニオン・レコード |                 |             |                          |                |                 |             |             |
| 10                   | 1981年 1月21日  | A面         | 夢番地一丁目             | 山上路夫       | 芳野藤丸        | 渡辺茂樹    | 7A-0044     |
| 10                   | 1981年 1月21日  | B面         | 人形が見てる             | 山上路夫       | 佐瀬寿一        | 渡辺茂樹    | 7A-0044     |
| 11                   | 1981年 4月21日  | A面         | まちぶせ                 | 荒井由実       | 荒井由実        | 松任谷正隆  | 7A-0071     |
| 11                   | 1981年 4月21日  | B面         | 懐かしきリフレイン       | 山上路夫       | 浜田金吾        | 渡辺茂樹    | 7A-0071     |
| 12                   | 1981年 10月5日  | A面         | 三枚の写真               | 松本隆         | 大野克夫        | 葦沢聖吉    | 7A-0116     |
| 12                   | 1981年 10月5日  | B面         | 夕暮れて                 | 丸山圭子       | 丸山圭子 佐藤準 | 戸塚修      | 7A-0116     |
| 13                   | 1982年 2月21日  | A面         | ひとりじめ               | 天野滋         | 天野滋          | 大谷和夫    | 7A-0155     |
| 13                   | 1982年 2月21日  | B面         | 彼をかえして             | 康珍化         | 佐瀬寿一        | 松任谷正隆  | 7A-0155     |
| 14                   | 1982年 5月21日  | A面         | 君は輝いて天使にみえた   | 天野滋         | 天野滋          | 若草恵      | 7A-0183     |
| 14                   | 1982年 5月21日  | B面         | マリンブルーに溶けないで | 門谷憲二       | 亀井登志夫      | 大谷和夫    | 7A-0183     |
| 15                   | 1982年 9月21日  | A面         | 冬のかもめ               | 康珍化         | 西島三重子      | 鷺巣詩郎    | 7A-0214     |
| 15                   | 1982年 9月21日  | B面         | いつわり                 | 石川ひとみ     | 山田直毅        | 松任谷正隆  | 7A-0214     |
| 16                   | 1983年 2月21日  | A面         | パープル ミステリー      | 川越進         | 川越進          | 松任谷正隆  | 7A-0249     |
| 16                   | 1983年 2月21日  | B面         | ガラスの恋人             | 竜真知子       | 服部清          | 戸塚修      | 7A-0249     |
| 17                   | 1983年 6月21日  | A面         | にわか雨                 | 岡田冨美子     | 西島三重子      | 松任谷正隆  | 7A-0290     |
| 17                   | 1983年 6月21日  | B面         | Follow You－空港まで－   | 竜真知子       | 林哲司          | 林哲司      | 7A-0290     |
| 18                   | 1983年 9月21日  | A面         | 恋                       | 岡田冨美子     | 玉置浩二        | 萩田光雄    | 7A-0313     |
| 18                   | 1983年 9月21日  | B面         | 何も言わないで           | 石川ひとみ     | 田中真美        | 鷺巣詩郎    | 7A-0313     |
| 19                   | 1984年 1月21日  | A面         | メモリー                 | 浅利慶太       | A.L.Webber      | 山川恵津子  | 7A-0355     |
| 19                   | 1984年 1月21日  | B面         | 恋はダイスまかせ         | 田口俊         | 玉置浩二        | 鷺巣詩郎    | 7A-0355     |
| 20                   | 1984年 7月5日   | A面         | アモーレ                 | 竜真知子       | 佐藤隆          | 国吉良一    | 7A-0378     |
| 20                   | 1984年 7月5日   | B面         | Melody of Memory         | 原真弓         | 大田黒裕司      | 国吉良一    | 7A-0378     |
| 21                   | 1984年 12月5日  | A面         | 裸足でダンス             | 竜真知子       | 鈴木キサブロー  | 新川博      | 7A-0452     |
| 21                   | 1984年 12月5日  | B面         | Déjà-vu                  | 越美晴         | 越美晴          | 越美晴      | 7A-0452     |
| 22                   | 1985年 5月5日   | A面         | 夢回帰線                 | 岡田冨美子     | 松田良          | チト河内    | 7A-0491     |
| 22                   | 1985年 5月5日   | B面         | 誘われ上手               | ANNIE 葉山真理 | 伊藤銀次        | 山田直毅    | 7A-0491     |
| 23                   | 1986年 4月5日   | A面         | 秘密の森                 | 岩室先子       | 山田直毅        | 山田直毅    | 7A-0571     |
| 23                   | 1986年 4月5日   | B面         | KA・KU・RE・N・BO        | 岩室先子       | 山田直毅        | 山田直毅    | 7A-0571     |
| 日本コロムビア       |                 |             |                          |                |                 |             |             |
| 24                   | 1989年 7月21日  | 01          | みなしごハッチ           | 丘灯至夫       | 越部信義        | 信田かずお  | CC-8281     |
| 25                   | 1991年 2月1日   | 01          | 元気あげるね             | 売野雅勇       | 本間勇輔        | 岩田雅之    | CODC-8654   |
| 25                   | 1991年 2月1日   | 02          | ターミナル               | 木原麻希子     | 本間勇輔        | 岩田雅之    | CODC-8654   |
| 26                   | 1999年 11月20日 | 01          | 世界中が宝物             | 及川眠子       | 前田克樹        | 京田誠一    | CODC-1801   |
| 26                   | 1999年 11月20日 | 02          | ZOO（動物園）            | 石川ひとみ     | 山田直毅        | 山田直毅    | CODC-1801   |
| 27                   | 2003年 3月1日   | 01          | キミらしいまま           | 及川眠子       | 前田克樹        | 亀山耕一郎  | CODC-2094   |
| 28                   | 2006年 5月25日  | 01          | だいすき!ラスカル        | JINCO          | 金田一郎        | 京田誠一    | COCC-15896  |

### オリジナルアルバム
1. くるみ割り人形（1978年12月21日）
2. ひとりぼっちのサーカス（1979年6月21日）
3. ひとみ…（1980年2月21日）
4. Inside/Outside（1980年10月21日）
5. まちぶせ（1981年7月21日）
6. 夢模様（1981年11月21日）
7. ジュ・テーム（1982年6月21日）
8. プライベート（1983年8月21日）
9. わたしの毎日（2018年6月20日）
10. 笑顔の花（2023年7月19日）

子供向け音楽
- HOME・MADE-ただいま-

※1999年4月21日、ビクターエンタテインメントから発売。夫妻で制作したオリジナル曲で構成。
一五一会シリーズ
テイチクエンタテインメントのインペリアルレコードレーベルから発売。
1. みんなの一五一会〜唱歌・童謡編（2004年5月21日）
2. With みんなの一五一会〜フォークソング編（2005年9月21日）
3. With みんなの一五一会〜RADIO DAYS（2006年6月21日）
4. With 〜the best of 一五一会（2007年12月19日）
※セルフカバー集と、シリーズ3枚からのセレクションの2枚組。
5. ゴールデン☆ベスト（2011年4月6日）
※4作品からのセレクションに未発売バージョン2曲を加えた2枚組。

### ライブ・アルバム
1. キャンパス ライブ（1983年1月21日）
※早稲田大学での学園祭ライブ（1982年11月7日）を収録。

### カバー・アルバム
1. THE REBORN SONGS〜すずらん〜（2013年5月29日）

### タイアップ曲
| 年     | 楽曲                     | タイアップ                                                         |
| ------ | ------------------------ | ------------------------------------------------------------------ |
| 1979年 | プリンプリン物語         | NHK総合のテレビ人形劇「プリンプリン物語」OP主題歌                  |
| 1979年 | ハッピー・アドベンチャー | NHK総合のテレビ人形劇「プリンプリン物語」ED主題歌                  |
| 1985年 | 夢回帰線                 | 「ナリス化粧品」イメージソング                                     |
| 1989年 | みなしごハッチ           | 日本テレビ系テレビアニメ「昆虫物語 みなしごハッチ」OP主題歌        |
| 1991年 | 元気あげるね             | フジテレビ系特撮テレビドラマ「不思議少女ナイルなトトメス」OP主題歌 |
| 1991年 | ターミナル               | フジテレビ系特撮テレビドラマ「不思議少女ナイルなトトメス」挿入歌   |
| 1999年 | 世界中が宝物             | テレビ東京系テレビアニメ「ぐるぐるタウンはなまるくん」OP主題歌     |
| 2003年 | キミらしいまま           | アニメ映画「Pa-Pa-Pa ザ★ムービー パーマン」ED主題歌                |
| 2006年 | だいすき!ラスカル        | テレビアニメ「ぽかぽか森のラスカル」OP主題歌                       |

### 石川ひとみがカバーした楽曲
1970年代
| タイトル               | 原曲歌手                                      |
| ---------------------- | --------------------------------------------- |
| 青いリンゴ             | 野口五郎                                      |
| 中の島ブルース         | 内山田洋とクールファイブ 秋葉豊とアローナイツ |
| 傷心                   | 大友裕子                                      |
| 想い出のセレナーデ     | 天地真理                                      |
| ポケットいっぱいの秘密 | アグネス・チャン                              |
| 海より青い瞳           | アグネス・チャン                              |
| 冬の日の帰り道         | アグネス・チャン                              |
| 九月の雨               | 太田裕美                                      |
| 木綿のハンカチーフ     | 太田裕美                                      |
| この窓をあけて         | アグネス・チャン                              |
| ハート通信             | アグネス・チャン                              |

1980年代
| タイトル         | 原曲歌手                             |
| ---------------- | ------------------------------------ |
| 道化師のソネット | さだまさし                           |
| 夢で逢えたら     | 吉田美奈子 シリア・ポール (大瀧詠一) |
| ハロー・グッバイ | アグネス・チャン 讃岐裕子 柏原芳恵   |
| あの日に帰りたい | 荒井由実                             |
| セクシー・ナイト | 三原順子                             |
| 守ってあげたい   | 松任谷由実                           |
| 待っている女     | 五木ひろし                           |
| 涙ぐらし         | 角川博                               |
| 思秋期           | 岩崎宏美                             |
| SIESTA           | 大貫妙子                             |
| 幻惑             | 大貫妙子 小林麻美                    |
| サンタモニカの風 | 桜田淳子                             |
| 学生時代         | ペギー葉山                           |
| 涙くんさよなら   | 坂本九                               |
| 知床旅情         | 森繁久彌 加藤登紀子                  |
| まちぶせ         | 三木聖子                             |
| 三枚の写真       | 三木聖子                             |
| つぶやき         | 三木聖子                             |
| 冬のかもめ       | 西島三重子                           |

1990年代以降
| タイトル         | 原曲歌手             |
| ---------------- | -------------------- |
| 空も飛べるはず   | スピッツ             |
| ひとりじゃないの | 天地真理             |
| 卒業写真         | ハイ・ファイ・セット |
| 水色の恋         | 天地真理             |
| もんしろちょう   | 國府田マリ子         |
| あなたとならば   | O'z                  |
| サボテンの花     | チューリップ         |
| 道化師のソネット | さだまさし           |
| 遠く遠く         | 槇原敬之             |

### タイアップ曲（未商品化曲）
- ともだちみつけた

※1995年にみんなのうたで放送、日本コロムビアの『みんなのうた』の一部アルバムおよびオリジナルアルバム『―ただいま』、『ゴールデン☆ベスト』に収録
- ボクたちトレン太くん

※1999年にJR東日本のトレン太くんラジオCMソングとして制作。懸賞用の非売品シングルのみ存在する。
- 小犬のプルー

※1982年にみんなのうたで放送、日本コロムビアの『みんなのうた』の一部アルバムに収録。
- ちっちゃなフォトグラファー

※2002年にみんなのうたで放送、日本コロムビアの『みんなのうた』の一部アルバムに収録。

### カセット
- くるみ割り人形・右向け右 =わたしはひ・と・み=（1978年9月10日）
- HITOMI SONGS（1979年9月10日）
- 石川ひとみ・全曲集（1985年12月05日）
- 石川ひとみベストアルバム（1989年12月5日）
- 不思議少女・ナイルなトトメス（1991年2月1日）

1. 元気あげるね（作詞：売野雅勇、作曲：本間勇輔、編曲：岩田雅之）
2. ターミナル（作詞：木原麻希子、作曲：本間勇輔、編曲：岩田雅之）

### ベストアルバム
- 石川ひとみ / プロフィール（1982年10月21日）
- 石川ひとみ / best　Memories（1984年3月3日）
- 石川ひとみ / スーパーベスト（1986年11月21日）
- 石川ひとみ★BEST MYこれ!クション（2001年11月17日）
- 石川ひとみベストセレクション（2002年4月25日）
- 石川ひとみ SINGLES コンプリート（2007年8月17日）
- Myこれ!Liteシリーズ 石川ひとみ（2010年4月21日）
- ザ・プレミアムベスト 石川ひとみ（2012年11月21日）
- ゴールデン☆アイドル 石川ひとみ（2014年7月30日）
- Myこれ！Lite【UHQCD】 石川ひとみ（2016年5月18日）
- 40th 石川ひとみアンソロジー（2018年3月21日）
- 石川ひとみ GOLDEN BEST 1978-1983（2025年4月23日）

### CD-BOX
- 78-86 ぼくらのベスト 石川ひとみCD-BOX（2002年9月19日）
- 78-86 ぼくらのベスト2 石川ひとみCD-BOX（2004年1月7日）

### 映像作品
- Tenderly（1983年）
- Romancing Mystery 石川ひとみ -瞳の中の女たち-（1984年）※ ヌードを披露している。
- 石川ひとみ LIVE「わたしの毎日」（2021年5月19日）※ライブDVD
- 石川ひとみコンサート2021（2022年3月30日）※ライブ・ブルーレイ
- 石川ひとみコンサート2022（2023年7月19日、アルバム「笑顔の花」限定BOX）※ライブDVD
- 石川ひとみ デビュー45周年記念コンサート〜笑顔の花（2024年5月22日）※ライブDVD

### 参加作品
- Xbox 360用ゲーム『ビューティフル塊魂』サウンドトラック『塊ステキ魂』（2007年11月21日、コロムビアミュージックエンタテインメント）

※M-6「恋の稲刈り」
- トリビュートアルバム『ザ・ピーナッツ トリビュート・ソングス』（2016年9月7日）[10]

「ウナ・セラ・ディ東京」（岩崎宏美とデュエット）

## 出演作品

### テレビ番組
- みごろ!ゴロゴロ!大放送!!（1978年 - 1979年、テレビ朝日）
- 笑って!笑って!!60分（1979年 - 1980年、TBS）
- チェック&チェック（1980年、TBS）
- お化けのサンバ（1980年 - 1981年、東京12チャンネル）
- クイズ・ドレミファドン!（1980年 - 1981年、フジテレビ） - 司会
- たのきん全力投球!（1980年 - 1981年、TBS）
- もんもんドラエティ（1981年 - 1982年、テレビ東京）
- レッツゴーヤング（1982年 - 1986年、NHK総合） - 司会
- しぜんとあそぼ 秋の山（1997年、NHK教育） - ナレーション
- 母と子のテレビタイム（日曜版）（1997年 - 1999年、NHK教育） - 司会
- インターネットで自由研究（NHK教育、1999年）
- 花まる電家（1999年 - 2003年、ミヤギテレビ（制作局）、青森放送、テレビ岩手、秋田放送、山形放送、福島中央テレビ、テレビ新潟）
- みんなの広場だ!わんパーク（2002年5月26日、NHK教育）
- BS日本のうた（2010年1月10日、NHK-BS、会場：栃木県・宇都宮市文化会館）
- NHKのど自慢（2024年2月11日、NHK総合・ラジオ第1・FM[11]、会場：島根県・島根県民会館）

### テレビドラマ
- 婚約旅行殺人事件シリーズ（1985年 - 1986年、テレビ朝日） - 三ツ江真由子 役
- 水曜ドラマスペシャル 水曜日の恋人たち 同棲の傾向と対策（1985年11月6日、TBS）- 橋口きょう子 役
- 天までとどけ 第1シリーズ（1991年、TBS） - 前田先生 役
- 代表取締役刑事 第44話（1991年9月22日、テレビ朝日）

### 人形劇
- プリンプリン物語（1979年 - 1982年、NHK総合） - プリンセス・プリンプリン 役[注 6]（主題歌も担当）
- ざわざわ森のがんこちゃんスペシャルショー（2013年2月11日、NHK Eテレ） - プリンセス・プリンプリン 役 ※特別出演

### テレビアニメ
- 二死満塁（1982年、フジテレビ） - 山川友代 役
- 昆虫物語みなしごハッチ（1989年 - 1990年、日本テレビ） - 主人公・ハッチ 役（主題歌も担当）

### 舞台
- 新吾十番勝負（1988年） - お縫 役

### NHK紅白歌合戦出場歴
| 年度/放送回                | 回 | 曲目     | 出演順 | 対戦相手 |
| -------------------------- | -- | -------- | ------ | -------- |
| 1981年（昭和56年）/ 第32回 | 初 | まちぶせ | 02/22  | 田原俊彦 |

注意点
- 出演順は「出演順/出場者数」で表す。

### ラジオ
- こうせつと仲間たち（2009年3月 - 2013年3月、NHKラジオ第1放送）
- ひとみと所のお熱いのがお好き（1982年10月 - 1983年4月、文化放送）
- 土曜の夜はドヨヨ電リク（1979年10月 - 1980年3月、ニッポン放送）
- 桑田佳祐と石川ひとみのなんでもスルー・ザ・ナイト（1981年12月、ニッポン放送）
- ミュージック・リクエスト（1997年 - 1998年、ラジオ日本）- 木金パーソナリティ（生放送）
- 石川ひとみのさわやかドライブ
- 石川ひとみ 青春メモワール
- 石川ひとみの夢色パレット[1]
- 石川ひとみのほほえみボンジュール[1]

### テレビCM
- サンヨー食品 サッポロ一番 中華そば（1980年）
- ブラザー工業 ブラザーミシン オーパス8（1981年）
- 味の素 クノール カップスープ（1982年 - 1983年）
- カネボウ化粧品 モイストシャンプー・リンス（1983年）
- サントリー HAIG（1984年）
- ナリス化粧品（1985年）
- タキイ種苗（1985年）

### ラジオCM
- ホソカワミクロン化粧品 ナノクリスフェア（2018年）

### WebCM
- ホソカワミクロン化粧品 ナノクリスフェア（2018年）

## 書籍

### 著書
- こころ魅かれて やさしい風のくちづけ（1980年7月、ワニブックス）
- いっしょに泳ごうよ 愛が支えたB型肝炎克服記（1993年11月、集英社）ISBN 978-4087810882

### 写真集
- 妖精の旅立ち（1978年11月、ペップ出版）
- Je t'aime（1982年7月、渡辺音楽出版、撮影：波多健二、山崎邦彦）ISBN 978-4401620340
- 心変わり（1984年11月、ワニブックス、撮影：渡辺達生）